# Пионерская улица (Таруса)
Пионерская улица — улица в исторической части Тарусы, проходит от улицы Луначарского к реке Таруса. Протяжённость улицы 382 метра.

## История
Проложена согласно регулярному плану застройки города 1777 года, предопределившему прямоугольное сечение улицами городской застройки. Историческое название — Огородная. Улица является одной из границ древнего тарусского селища
С установлением советской власти улице было дано название в честь Пионерского движения в стране.
В октябре 2020 года улице было возвращено историческое название — Огородная, но уже в январе следующего года переименование улицы было отложено на два года. Жители города выражали протест против переименования.
Коренной тарусянин Михаил Мертехин выступил инициатором субботника по расчистке улицы и историко-археологической тропы

## Достопримечательности
д. 1 — жилой дом ()

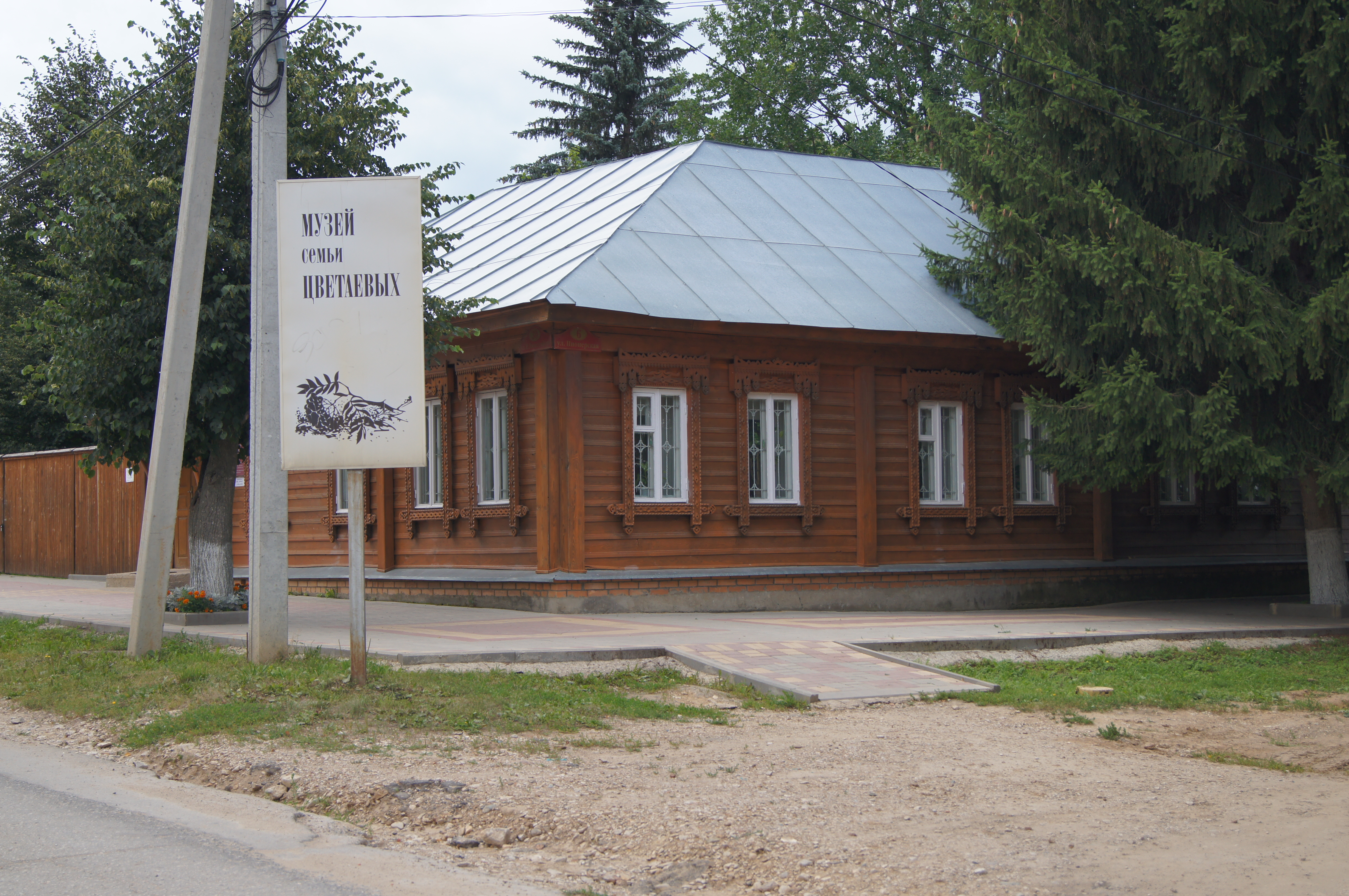
Музей семьи Цветаевых в Тарусе

д. 3 — бывший дом Мертехиных ()
Музей семьи Цветаевых (Таруса) (угол с улицей Розы Люксембург)